# Markt (Frankfurt am Main)
Der Markt, oft auch Alter Markt, ist eine historisch bedeutende Straße in der Altstadt von Frankfurt am Main. Er verläuft vom Domplatz am Kaiserdom St. Bartholomäus über den Hühnermarkt zum Römerberg. Vom Mittelalter bis zur Zerstörung durch die Luftangriffe auf Frankfurt am Main 1944 bildete er die wichtigste Ost-West-Verkehrsachse im alten Stadtkern. Über den Markt zogen die Kaiser nach ihrer Krönung im Dom zum Römerberg, daher wird der Markt heute zuweilen auch als Krönungsweg bezeichnet.
Nach dem Krieg zunächst eine Trümmerbrache, wurde das Gelände mit dem Bau der U-Bahn-Station Dom/Römer und des Technischen Rathauses Anfang der 1970er Jahre so umgestaltet, dass der Straßencharakter nicht mehr erkennbar war. Nach dem Abriss des Technischen Rathauses entstand der Altstadtkern im Rahmen des Dom-Römer-Projektes bis Ende 2017 neu. Dabei wurde nach über 70 Jahren auch das historische Straßennetz mitsamt dem Markt rekonstruiert.

## Lage

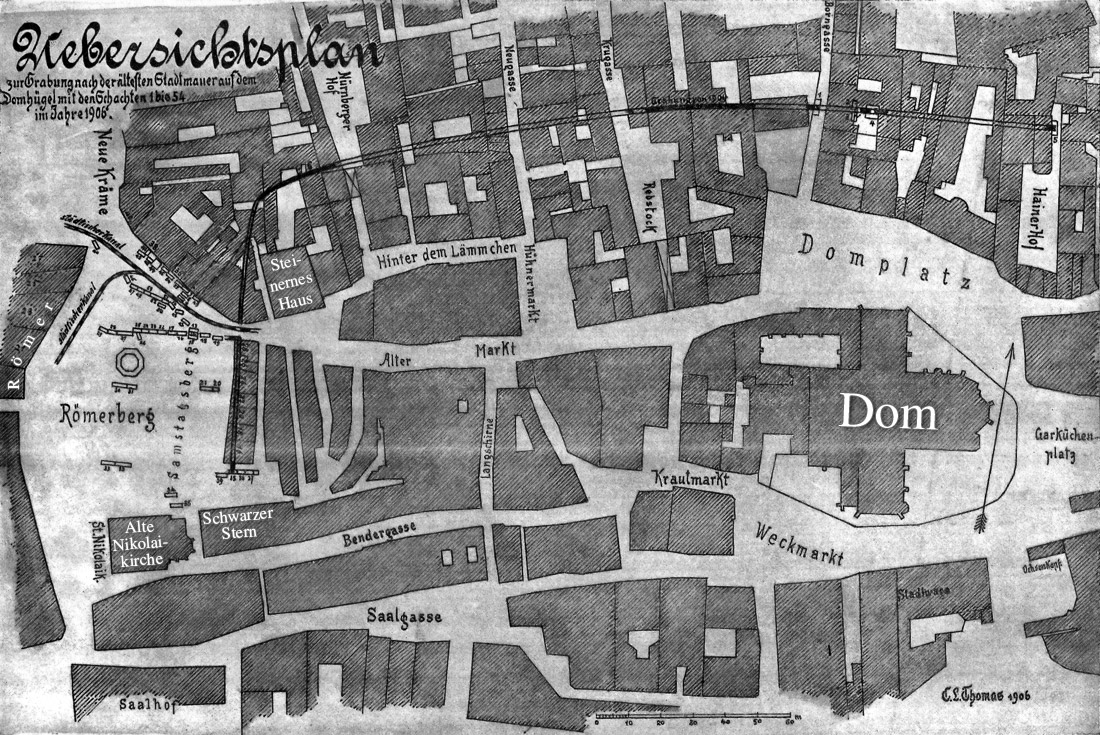
Eine Übersichtskarte aus dem Jahr 1906 – In der Mitte ist die Lage des Marktes zu sehen

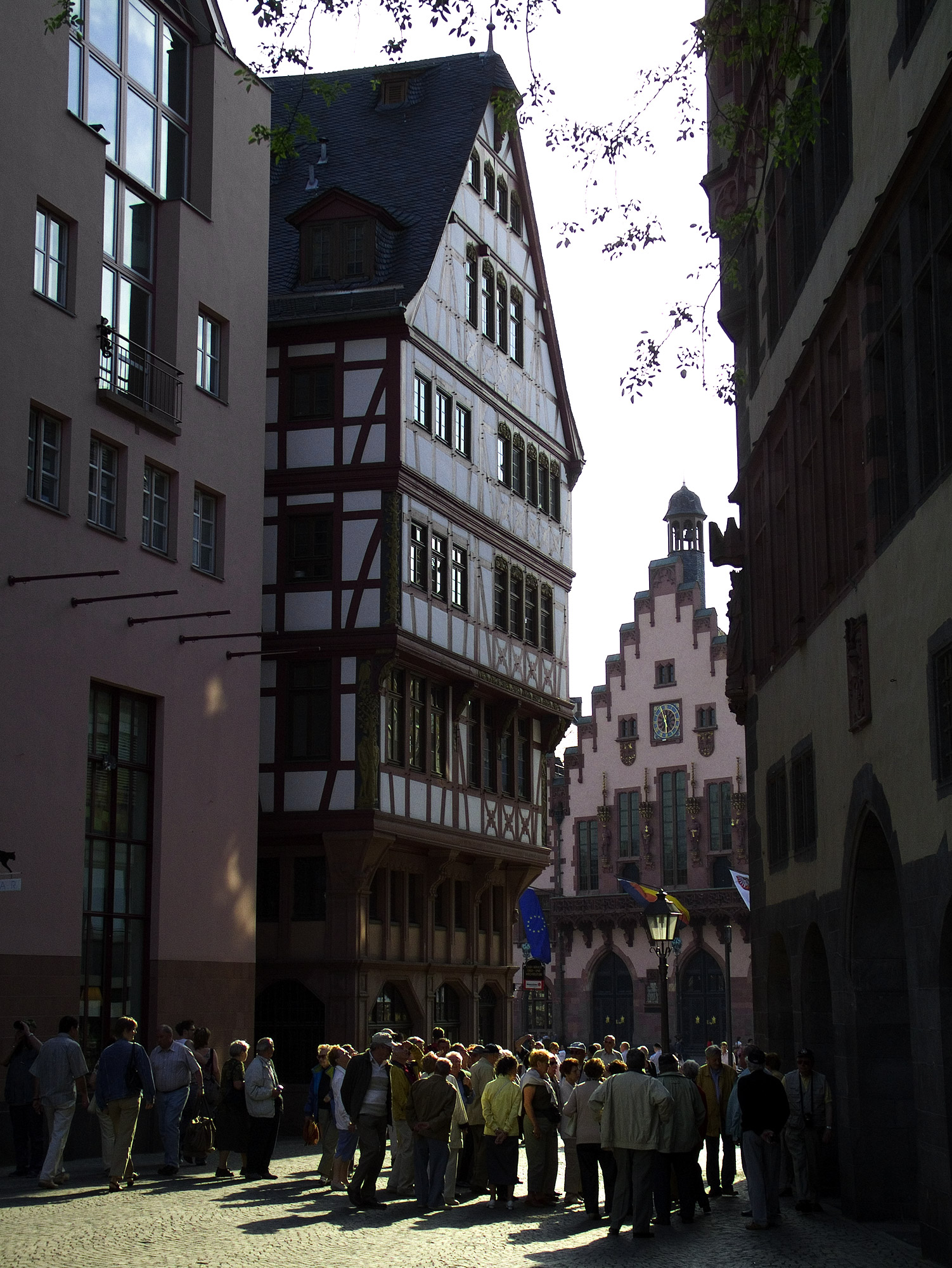
Die Sicht vom Markt in Richtung Römerberg 2006

Der Markt gehörte zu dem regelmäßigen Straßenraster der Altstadt, das in der Stauferzeit ab Ende des 12. Jahrhunderts entstand und die großen Plätze miteinander verband. Zwischen Dom und Römer verliefen drei Ost-West-Achsen ungefähr parallel zum Main: der Markt zwischen Domplatz und Römerberg im Norden, die Bendergasse zwischen Krautmarkt und Römerberg in der Mitte und schließlich die Saalgasse zwischen Weckmarkt und Römerberg im Süden. Unter diesen Achsen war der Markt die verkehrsreichste und bedeutendste. Seine Verlängerung östlich des Domplatzes in Richtung Fahrgasse bildete die Kannengießergasse, seine westliche Verlängerung über den Römerberg in Richtung Paulsplatz die schmale Wedelgasse.
An der Nordseite des Marktes öffnete sich auf halber Strecke zwischen Dom und Römerberg der Hühnermarkt. Nach Süden zweigten im Verlauf mehrere Gassen ab. Von Ost nach West waren dies die Höllgasse zwischen Domplatz und Krautmarkt, die Gasse Unter den Tuchgaden, die Lange Schirn, sowie drei schmale Gassen, die sich im Süden am Fünffingerplätzchen wieder trafen: Goldhutgasse, Drachengasse und Schwertfegergasse. Kurz vor dem Römerberg zweigte schließlich die Rapunzelgasse nach Süden ab. Sie verlief unmittelbar hinter den Häusern der Römerberg-Ostzeile, deren Fassaden bereits zum Römerberg wiesen. Von allen diesen Gassen sind zurzeit nur die Drachengasse, Schwertfegergasse und Rapunzelgasse erkennbar. Sie entstanden Anfang der 1980er Jahre beim Wiederaufbau der Römerberg-Ostzeile neu.
Kurz vor dem Römerberg in Höhe des Steinernen Hauses weitete sich der Markt zu einem kleinen Plätzchen, das offiziell keinen eigenen Namen trug, aber im Allgemeinen als Kräutermarkt bezeichnet wurde. Hier traf die am Hühnermarkt beginnende, nördlich parallel zum Markt verlaufende Gasse Hinter dem Lämmchen auf den Markt.
An den wichtigen Straßenecken standen markante Bauten, die zu den bedeutendsten Frankfurts gehörten. Das Haus zur Goldenen Waage (Markt 5) stand an der Ecke zur Höllgasse. Das neben dem Roten Haus (Markt 15) gegenüber dem Hühnermarkt gelegene Neue Rote Haus (Markt 17) war auf drei Eichenholzsäulen errichtet, so dass das Erdgeschoss einen offenen Durchgang zum Tuchgaden und zur Langen Schirn bildete. Das Steinerne Haus (Markt 44) bildete, wie schon sein Name anzeigt, eine Ausnahme unter den mittelalterlichen Frankfurter Bürgerhäusern, die ansonsten vorwiegend als Fachwerkbau über einem Erdgeschoss aus rotem Mainsandstein ausgeführt waren. Ein besonders prächtiges Beispiel für diesen Baustil ist das 1981 bis 1983 nach historischen Plänen wiederaufgebaute Haus Großer und Kleiner Engel am westlichen Ende des Marktes an der Ecke zum Römerberg. Es gehört zweifellos zu den am häufigsten abgebildeten Häusern der Frankfurter Altstadt.

## Geschichte

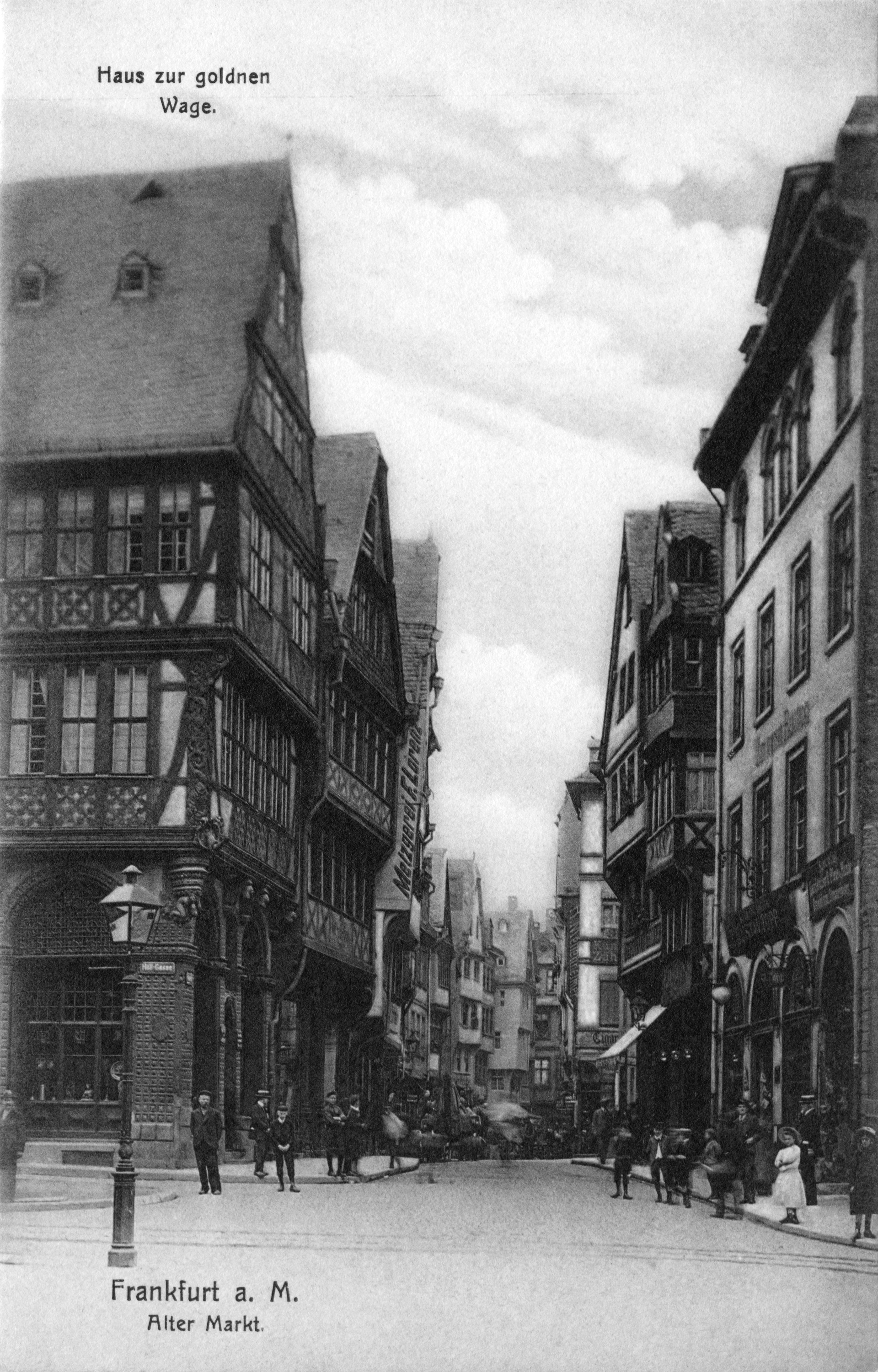
Ansicht vom Domplatz in Richtung Westen, um 1900. Links das Haus zur Goldenen Waage, rechts Markt 8, der Hauptzugang zum Hof Rebstock am Markt

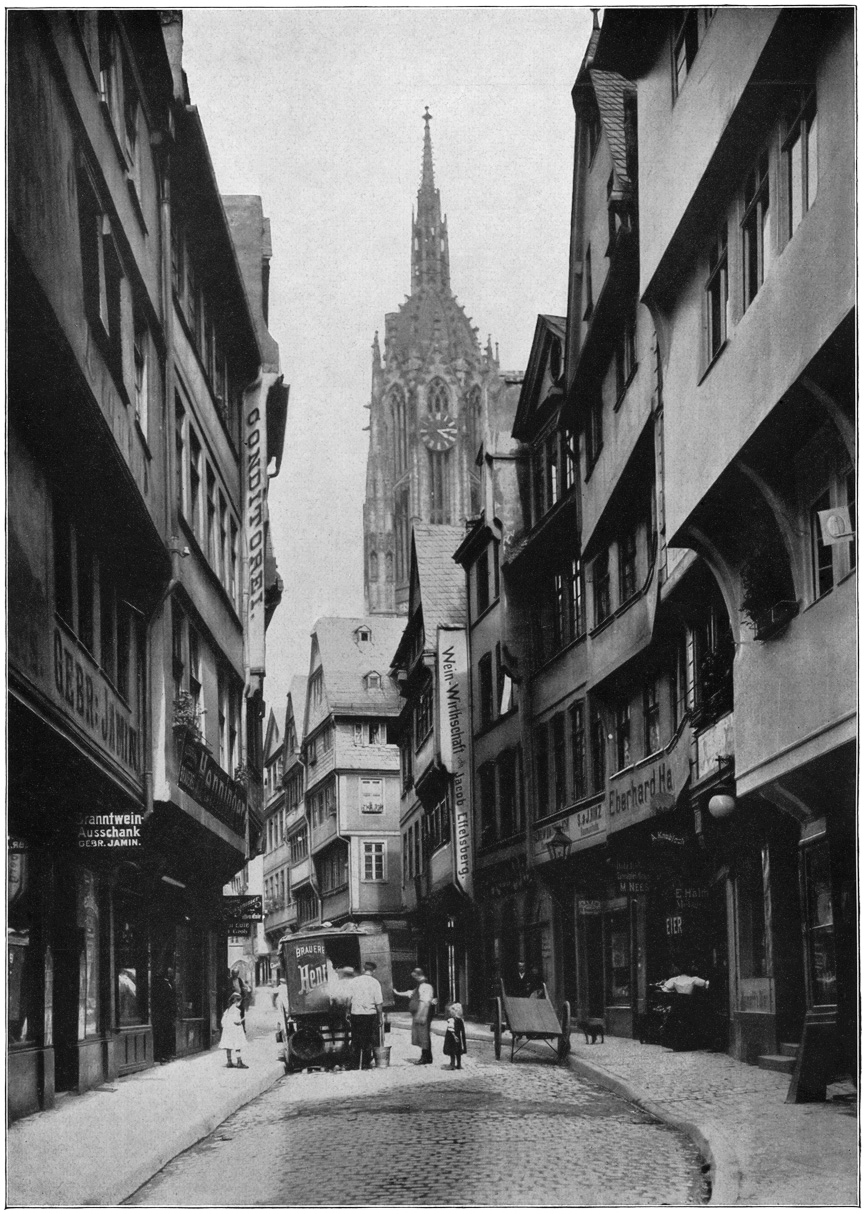
Carl Abt: Alter Markt von Westen, 1908

Das Gebiet um den Markt gehört zu den ältesten Siedlungsflächen Frankfurts. Es war topographisch durch zwei Anhöhen geprägt, die sich einige Meter über die sumpfige Niederung am rechten Mainufer erhoben und noch heute deutlich erkennbar sind: den Domhügel und den Samstagsberg. Wegen ihrer einigermaßen hochwassersicheren Lage in der Nähe der Furt, die der heutigen Stadt ihren Namen gab, waren sie seit der Jungsteinzeit regelmäßig und seit der Antike durchgehend besiedelt. Reste der römischen Niederlassung auf dem Domhügel wurden nach dem Zweiten Weltkrieg ausgegraben. Zwischen den beiden Hügeln, etwa entlang der Langen Schirn, befand sich vermutlich ein Wasserlauf, der den Hauptstrom des Mains mit einem nördlich gelegenen Nebenarm, der Braubach, verband. Die Wasserläufe verlandeten im frühen Mittelalter und wurden später kanalisiert bzw. zugeschüttet.

### Mittelalter
Zwischen Höllgasse und Langer Schirn verläuft der Markt etwa am nördlichen Rand der karolingischen Königspfalz Frankfurt. Reste der Pfalz fand man 1953 bei Grabungen im Keller des im Bombenkrieg zerstörten Hauses zur Goldenen Waage. Nach älterer Auffassung verfiel sie in der ersten Hälfte des 11. Jahrhunderts, möglicherweise durch einen Brand, der sich zwischen 1017 und 1045 zugetragen haben muss. Danach wurde spätestens in der zweiten Hälfte des 12. Jahrhunderts die Pfalz ganz aufgegeben und ihre Reste überbaut, wobei das Baumaterial wiederverwendet wurde. Nach neueren Forschungen könnten Teile der karolingischen Königshalle dagegen noch, zumindest als Ruine, bis ins 13. oder frühe 14. Jahrhundert bestanden haben. Die spätere Bebauung orientierte sich im Bereich Höllgasse und Markt jedenfalls an der Pfalz, während der westlich davon gelegene Tuchgaden quer über das Areal der Pfalz verlief.
Unter der Herrschaft der Staufer nahm die politische Bedeutung Frankfurts wieder zu. Damit einher ging ein rasches Wachstum der Stadt im 13. Jahrhundert, die sich nun auf ein weit größeres Gebiet innerhalb der Staufenmauer erstreckte. Die in dieser Zeit entstandenen Straßen bilden ein klar erkennbares Raster aus drei Nord-Süd-Achsen (Fahrgasse, Neue Kräme und Kornmarkt, von Ost nach West) und sechs Ost-West-Achsen mit dem Markt im Zentrum. Seine Lage begünstigte die Ansiedlung von Handelsgeschäften, sogenannten Kramläden oder Krämen, die vor allem während der Frankfurter Messe für den Warenumschlag genutzt wurden. 1296 bezeichnet ein Zinsbuch des Bartholomäusstiftes den ganzen Straßenzug zwischen Fahrgasse und Römerberg als vicus Apothecae. Im 14. Jahrhundert findet sich durchweg der Name vicus Institorum. Der entsprechende deutsche Name lautete Krämergasse oder Kramgasse.

### Kaiserkrönungen
Eine besondere Bedeutung bekam die Gasse jedes Mal, wenn ein neuer Kaiser zu wählen war. Bereits seit 1147 hatte die Mehrzahl der Wahlen in Frankfurt stattgefunden, so dass sich allmählich ein Gewohnheitsrecht herausbildete: Alse man den kiunig kiesen wil, daz sol man tuon ze Frankenfurt. Mit der Goldenen Bulle wurde dieses Recht 1356 ein für alle Mal festgeschrieben. Von 1376 bis 1792 fanden 16 Wahlen in Frankfurt statt. Am Tag der Wahl versammelten sich die sieben Kurfürsten nach einem allgemeinen Läuten der Frankfurter Kirchenglocken im Römer, um ihr Festgewand anzulegen. Von dort begaben sie sich über den Markt in die Bartholomäuskirche, wo sich die Wahl und Ernennung des römischen Königs vollzog. Die anschließende Krönung zum Kaiser fand traditionell in Aachen statt, erst ab 1562 ebenfalls in Frankfurt. Nach der Krönung verließ der Kaiser den Dom und zog wiederum in feierlicher Prozession über den Markt zum Römerberg, wo die symbolischen Erzämter vollzogen wurden und das Volk den neuen Herrscher bejubelte.

### Neuzeit

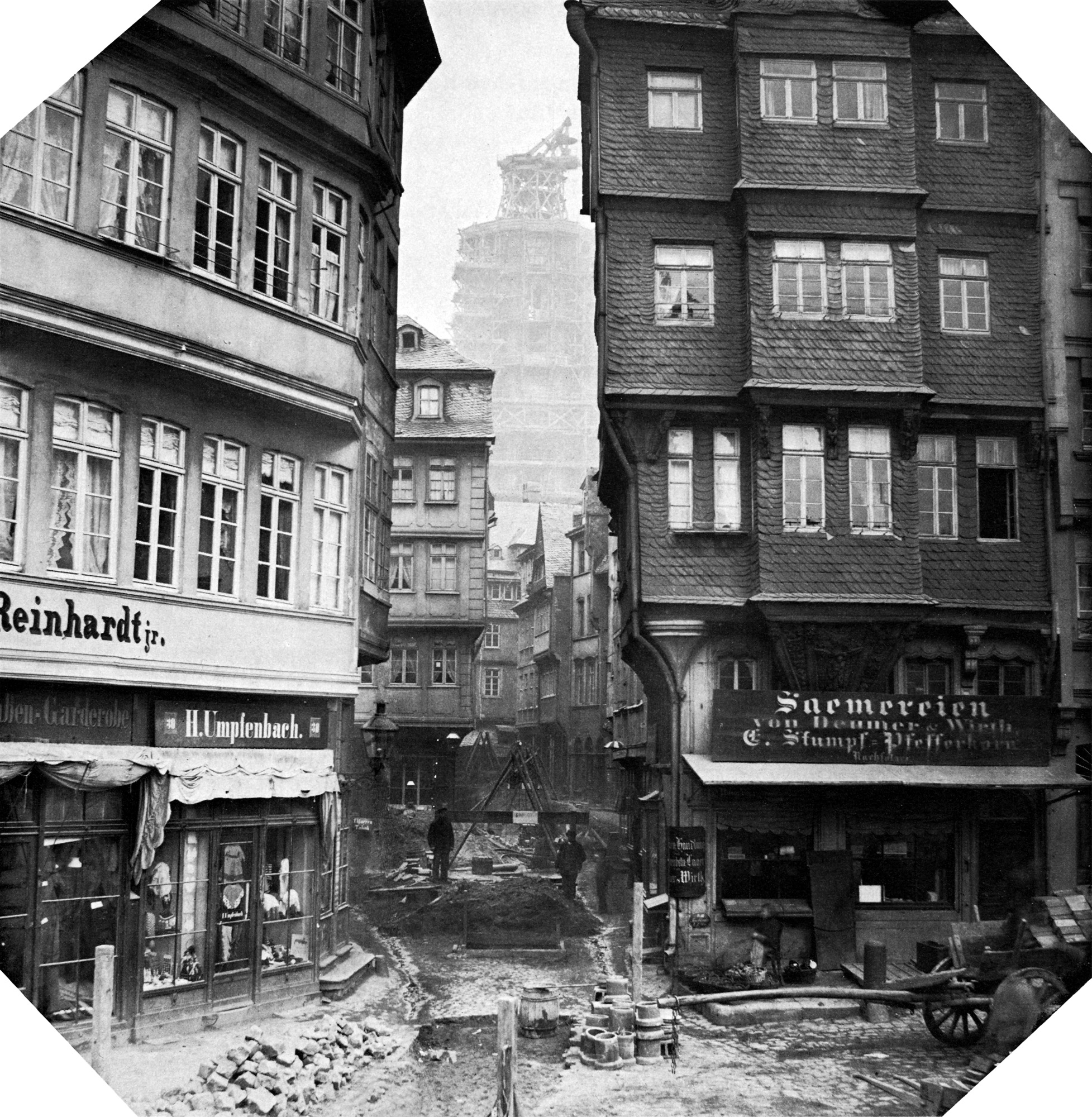
Blick in den Markt während Kanalarbeiten, 1867

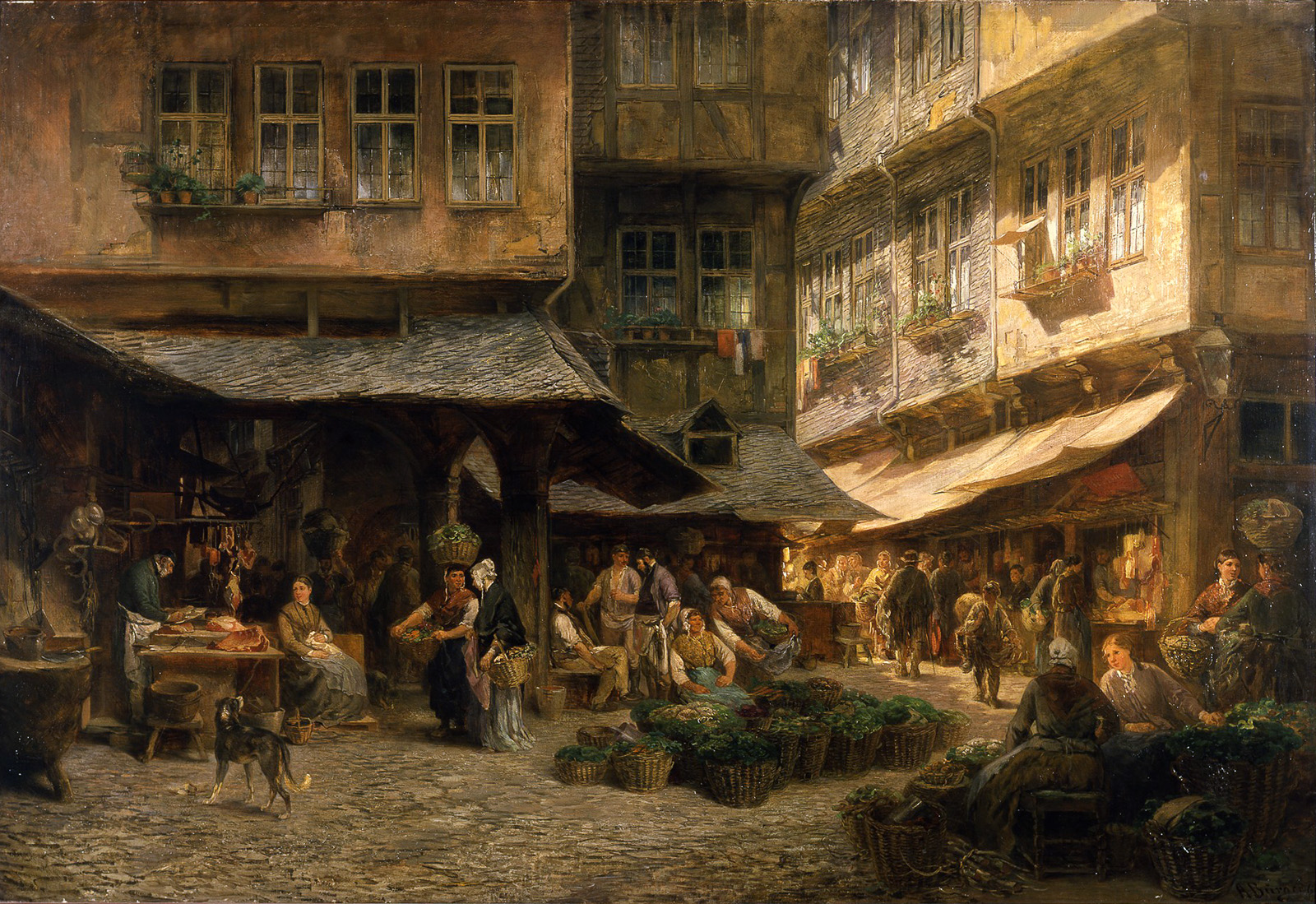
Anton Burger: Die Schirn am Alten Markt, 1869

Seit dem frühen 17. Jahrhundert fanden die Wochenmärkte nicht mehr auf dem Römerberg statt, sondern in der Krämergasse. Der frühere Name kam daher allmählich außer Gebrauch, stattdessen hieß die belebte Wohn- und Geschäftsstraße nun einfach Markt. Die Mehrzahl der teils prächtigen Fachwerkhäuser stammte aus dem 16. bis 18. Jahrhundert oder war zumindest in dieser Zeit modernisiert oder umgebaut worden. Der Tuchgaden war ein Zentrum des Gewand- und Tuchhandels, im Neuen Roten Haus und in der Langen Schirn hatten die Metzger ihre Verkaufsstände. Das gotische Haus Schildknecht/Spiegel an der Ecke zum Hühnermarkt mit seinem gewaltigen Geschossüberhang von fast zwei Metern war Sitz der Schuhmacherzunft.
Der junge Johann Wolfgang Goethe lernte das lebhafte Treiben in diesem Viertel kennen, sooft er seine Tante Melber besuchte, die das Haus zum Esslinger am Hühnermarkt bewohnte. Er beschrieb den Aufenthalt dort ausführlich in seiner Autobiographie Aus meinem Leben. Dichtung und Wahrheit.
Noch in hohem Alter ließ er Mephisto über die enge Gasse spotten:
Ich suchte mir so eine Hauptstadt aus,
Im Kerne Bürger-Nahrungs-Graus.
Krummenge Gäßchen, steile Giebeln,
Beschränkten Markt, Kohl, Rüben, Zwiebeln;
Fleischbänke, wo die Schmeißen hausen,
Die fetten Braten anzuschmausen;
Da findest du zu jeder Zeit
Gewiß Gestank und Tätigkeit.
(Faust. Der Tragödie zweiter Teil Vierter Akt. Hochgebirg)
Im Laufe des 19. Jahrhunderts zogen viele wohlhabende Bürger in die neuen Stadtviertel außerhalb der Wallanlagen. In die Altstadt, auch an den Markt, zogen vornehmlich kleine Handwerker und Arbeiterfamilien. Das Viertel blieb bis zum Zweiten Weltkrieg dicht bewohnt. Die großen Straßendurchbrüche der Braubachstraße und der Bethmannstraße Anfang des 20. Jahrhunderts berührten den Markt nicht. 1898 erwarb die Stadt Frankfurt das bedeutende Fachwerkhaus Zur Goldenen Waage und ließ es restaurieren. Seit 1913 befand sich hier eine Außenstelle des Historischen Museums.

### Zerstörung und Nachkriegszeit

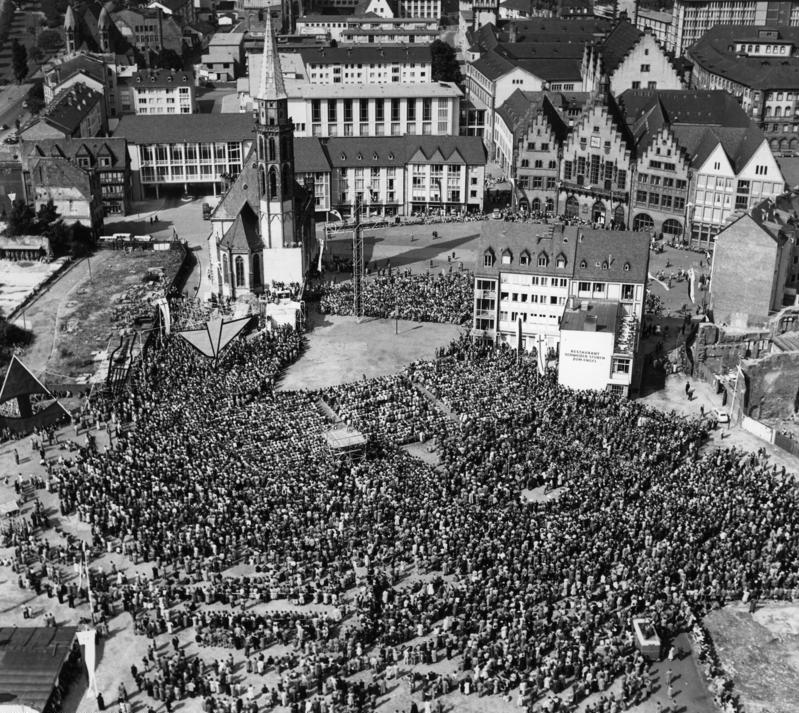
Blick vom Dom auf die freie Fläche der ehemaligen Altstadt – Rechts sind die Ruinen des Steinernen Hauses zu sehen; Ansicht von 1956

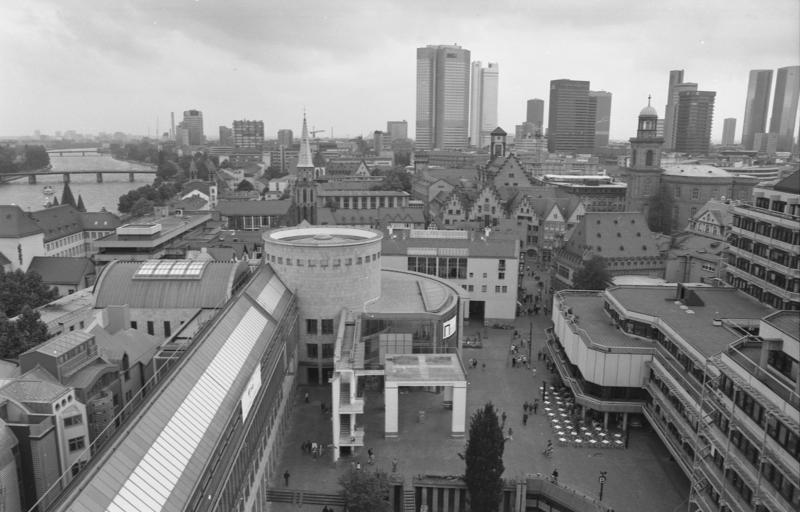
Blick vom Dom in Richtung Römer auf den Markt, Juni 1988

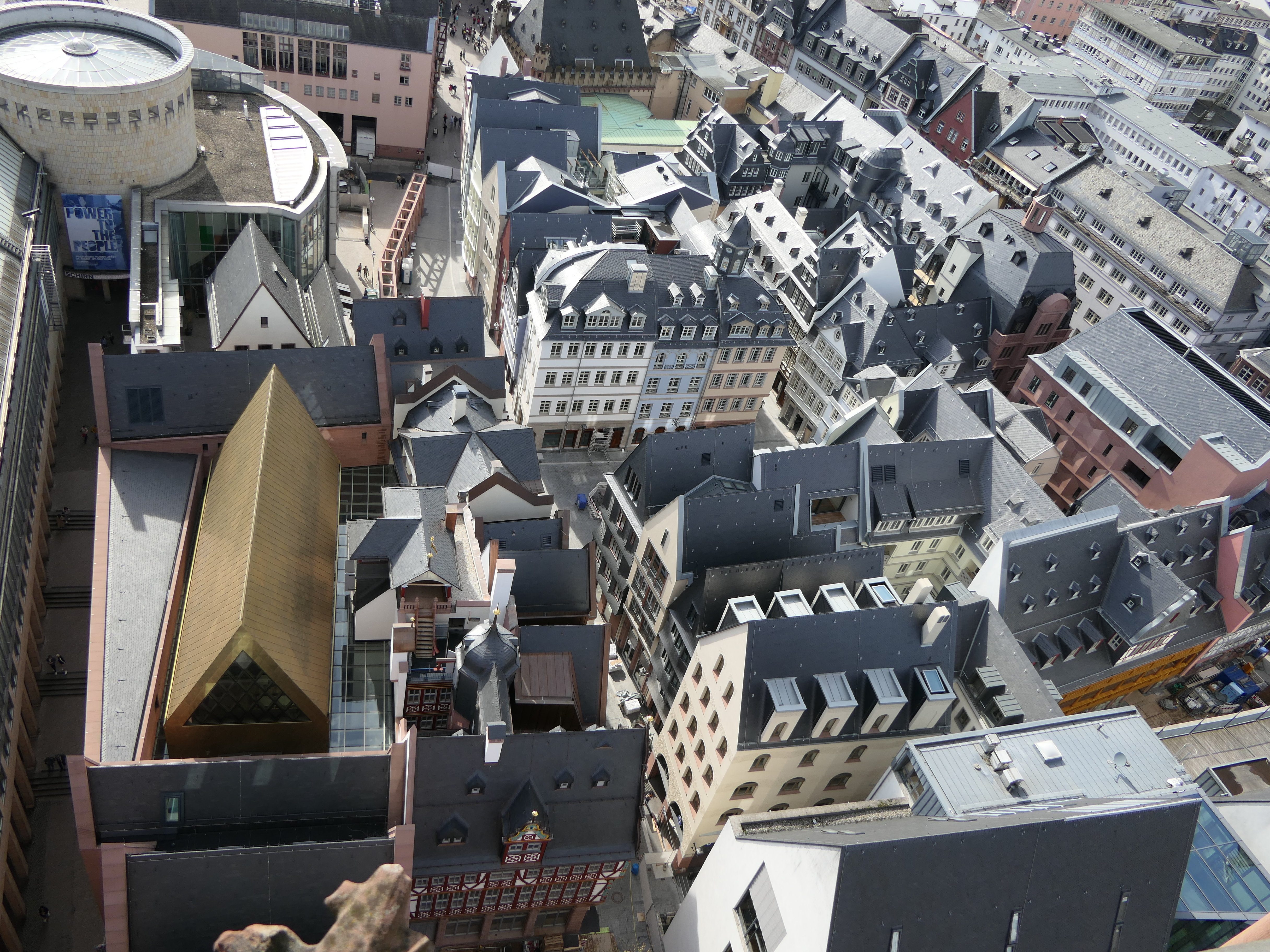
Blick vom Domturm, April 2018

Am 22. März 1944 zerstörte ein Luftangriff die historische Altstadt. Im Viertel zwischen Dom und Römer brannten sämtliche Häuser aus, auch am Markt. Viele der Bewohner konnten sich jedoch vor den Flammen retten. Die mittelalterlichen Frankfurter Häuser hatten zum großen Teil sehr fest gefügte Gewölbekeller, die verhältnismäßig gut gegen Sprengbomben geschützt und seit 1940 untereinander verbunden waren. Auf diese Weise bildeten sie ein unterirdisches Netz. Viele Überlebende konnten so rechtzeitig vor dem Feuersturm in Richtung Mainufer oder zum Ausstieg am Gerechtigkeitsbrunnen auf dem Römerberg fliehen.
Bei vielen Häusern hatten die steinernen Erdgeschosse den Feuersturm überstanden. Kunsthistorisch bedeutende Einrichtungsgegenstände oder Fassadenschmuck waren zum Teil rechtzeitig vor den Luftangriffen ausgelagert worden. Zudem existierten von etlichen Häusern sogar genaue Pläne und photographische Dokumentationen. Eine Rekonstruktion der zerstörten Altstadt wäre somit grundsätzlich möglich gewesen, doch beschloss der Frankfurter Magistrat schon im Mai 1947, dass eine umfassende Wiederherstellung bis auf wenige markante Denkmäler nicht in Frage komme. Im Gebiet zwischen Dom und Römer wurden die Trümmer bis 1950 vollständig geräumt, eine Reihe erhaltener Spolien vernichtet oder verkauft.
Während der allgemeine Wiederaufbau in der Altstadt 1952 begann und 1960 im Wesentlichen abgeschlossen war, blieb das Gelände zwischen Dom und Römer eine Brache, um deren künftige Gestalt lange gestritten wurde. Ausgrabungen in den 1950er Jahren erweiterten die Kenntnis über die römische, merowingische, karolingische und spätmittelalterliche Geschichte des Areals.
1963 schrieb die Stadt einen Architektenwettbewerb mit engen Vorgaben zur künftigen Gestaltung des Dom-Römer-Gebietes aus. Etwa die Hälfte der Fläche sollte ein Verwaltungsgebäude für die technischen Ämter der Stadt einnehmen, dazu kamen weitere öffentlich genutzte Gebäude.
Der Siegerentwurf stammte vom Frankfurter Büro Bartsch-Thürwächter-Weber. Er gliederte den gesamten Bereich zwischen Dom und Römer in vier Areale: Im Norden zwischen Braubachstraße und Markt sollte das Verwaltungsgebäude entstehen, südlich des Marktes zwei kompakte Baukörper, die durch eine Gasse etwa in Höhe der ehemaligen Langen Schirn geteilt wurden, sowie eine Ausstellungshalle im Osten des Römerbergs. Der Markt sollte in Anlehnung an die Rolle als historischer Krönungsweg zu einer breiten, geraden Blickachse zwischen Dom und Römer aufgeweitet werden.
Aus finanziellen Gründen kam es vorerst zu keiner Realisierung. Erst Ende der 1960er Jahre wurde der Plan im Zuge des U-Bahn-Baus wieder aufgegriffen. 1970/71 entstand der U-Bahnhof Dom/Römer samt einer darüber liegenden zweigeschossigen Tiefgarage. Wegen des bestehenden Zeitdrucks nahmen die Bauarbeiten keine Rücksicht auf die archäologische Forschung, lediglich die bereits in den 1950er Jahren freigelegten Reste der römischen Siedlung und der Königspfalz wurden als archäologischer Garten konserviert.
Die Decke der Tiefgarage lag um mehr als zwei Meter über dem früheren Bodenniveau. Darüber hinaus wurden die Betonstützen der Tiefgarage um etwa einen Meter über das neue Bodenniveau verlängert, weil sie als Fundamente für die geplanten Großbauten dienen sollten. Dadurch entstand die sogenannte Höckerzone, die über zehn Jahre lang das Stadtbild zwischen Dom und Römer prägte.
1972 bis 1974 entstand nördlich des Marktes das Technische Rathaus. Es gehörte von Anfang an zu den umstrittensten Gebäuden der Nachkriegsgeschichte Frankfurts. Nach einem Machtwechsel bei den Kommunalwahlen 1977 wurden die bisherigen Pläne für den Wiederaufbau des Dom-Römer-Geländes nicht weiterverfolgt. Stattdessen entstand Anfang der 1980er Jahre über der Höckerzone ein Gebäudekomplex aus rekonstruierten Häusern an der Römerberg-Ostseite sowie zwei dahinterliegenden Häuserblocks in den Proportionen der ehemaligen Altstadthäuser, aber im Stil der Postmoderne. Zum ersten Mal seit der Zerstörung erhielt der Markt damit stellenweise wieder den Charakter einer Straße, zumal auch die alten Straßennamen Drachengasse, Schwertfegergasse und Rapunzelgasse neu belebt wurden. Gleichzeitig verhinderte jedoch der Neubau der monumentalen, 140 Meter langen und 10 Meter breiten Schirn Kunsthalle Frankfurt eine weitere kleinteilige Bebauung im östlichen Teil des Marktes.
Das in den Jahren 2004 bis 2006 errichtete Haus am Dom, ein Bildungs-, Kultur- und Tagungszentrum des Bistums Limburg, ragt an seinem südlichen Ende mehrere Meter über die ehemalige nördliche Bauflucht des Marktes hinaus.

## Wiederherstellung

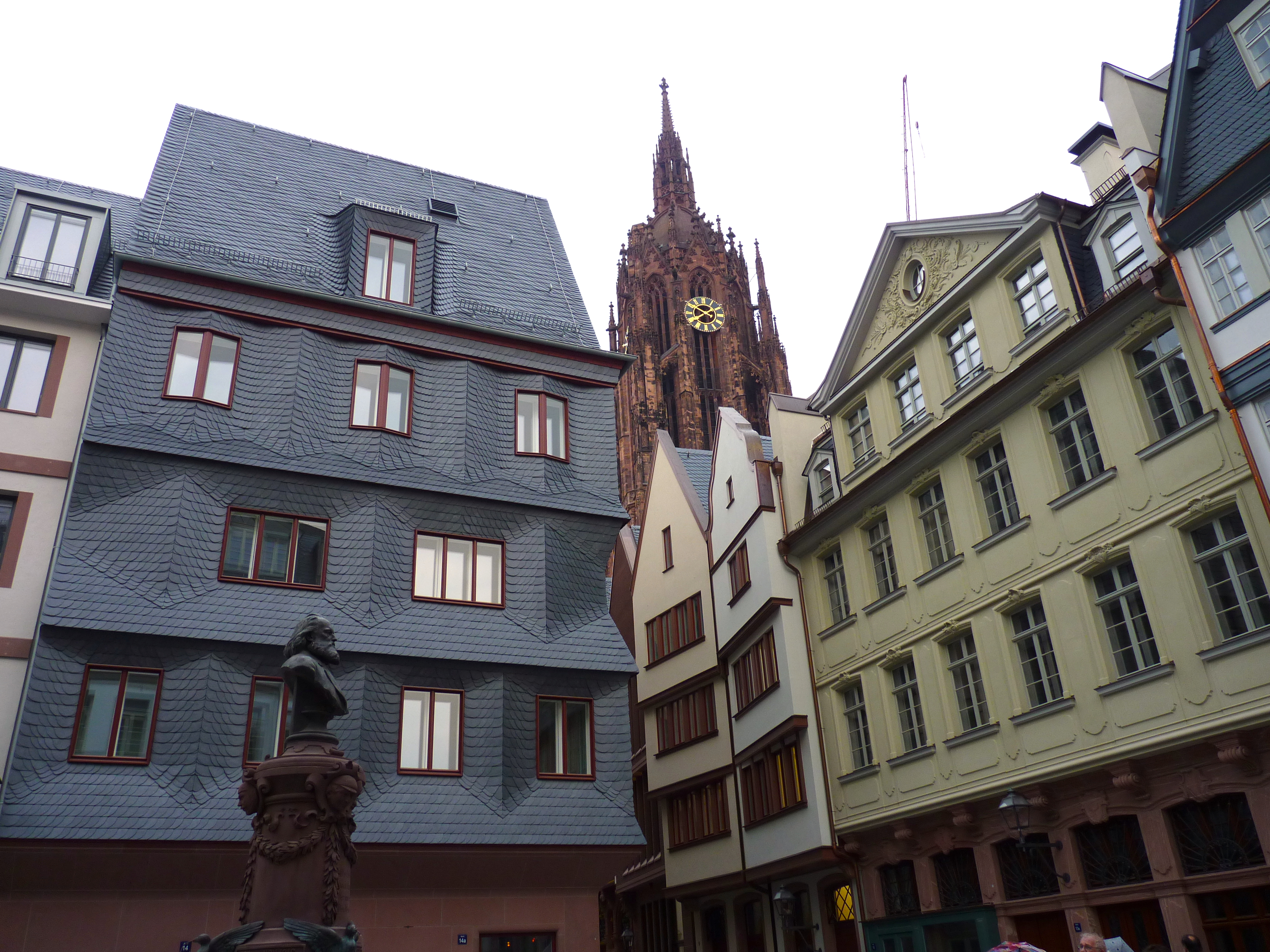
Blick vom Hühnermarkt zum Dom. Links Neues Paradies, rechts Kleiner Vogelsang und Grüne Linde

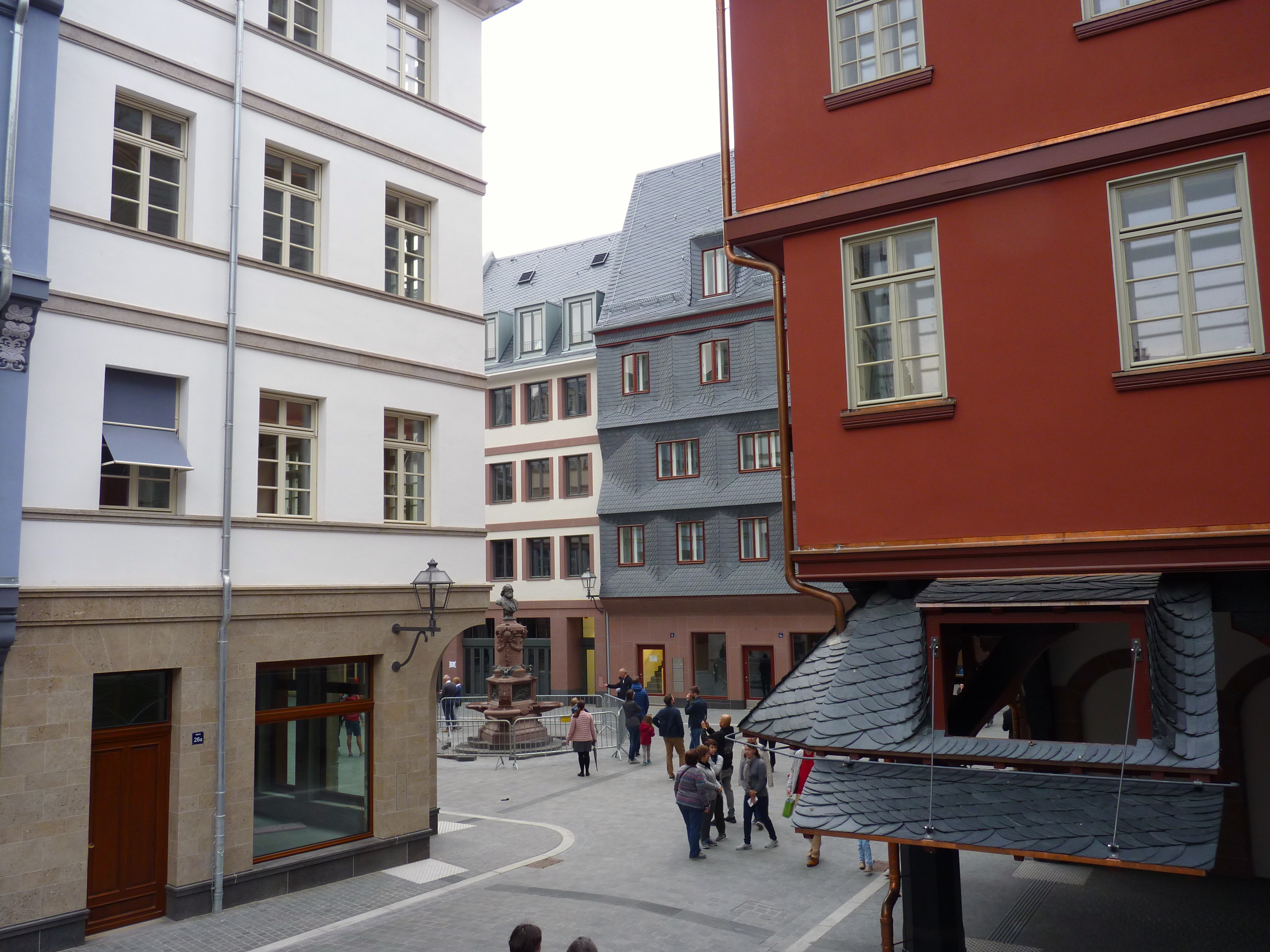
Blick vom Roten Haus Richtung Hühnermarkt. Von rechts die Häuser Rotes Haus, Neues Paradies, Kleines Seligeneck, Schlegel

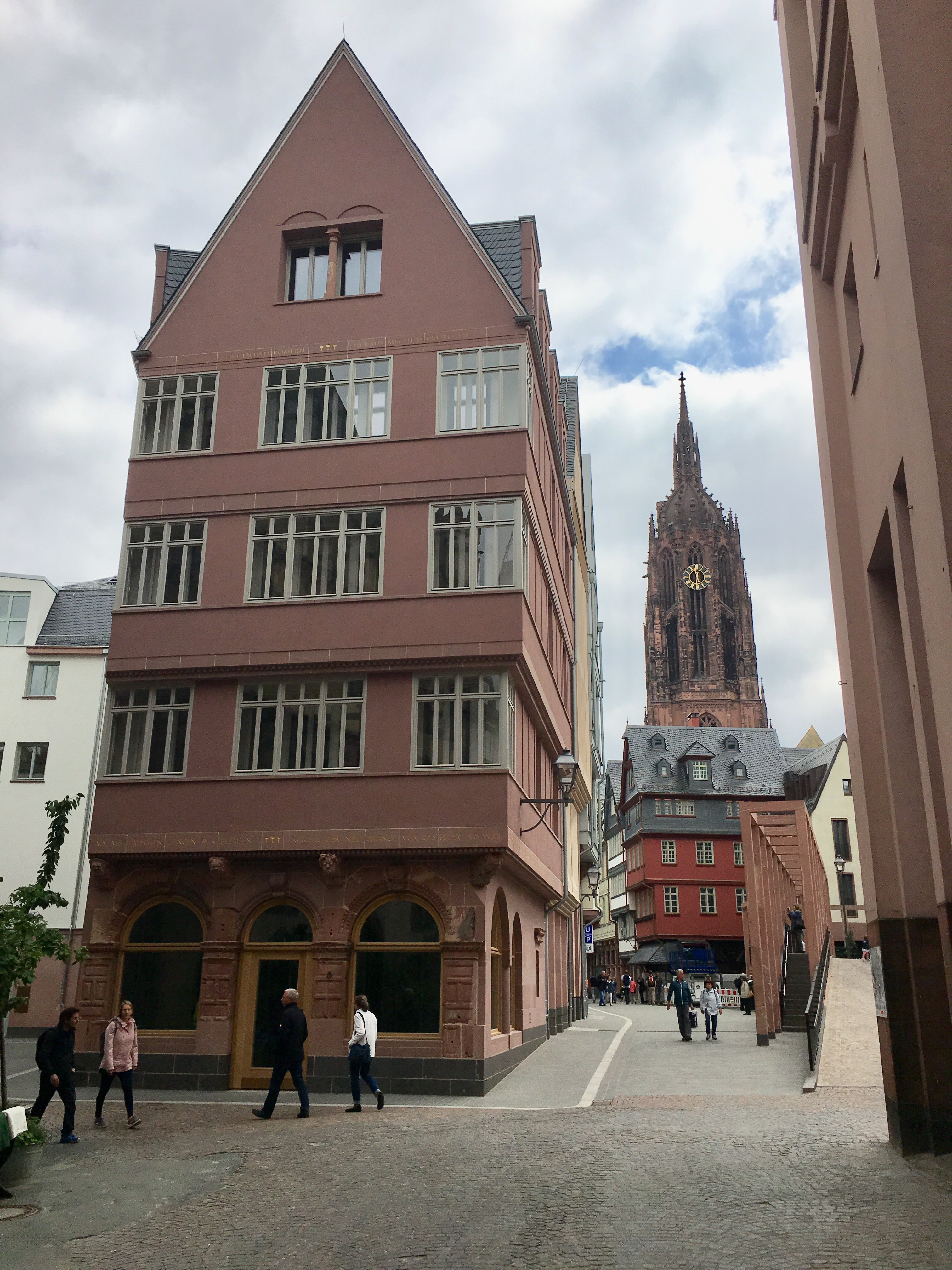
Blick vom Haus „zu den drei Römern“ Richtung Dom

2005 beschloss die Stadtverordnetenversammlung anstelle eines zuvor erwogenen Umbaus den Abriss des Technischen Rathauses, der 2010 bis 2012 erfolgte. Nach langen Diskussionen über die Zukunft des Dom-Römer-Areals entschied die Stadtverordnetenversammlung 2007, in dem etwa 7000 Quadratmeter großen Gebiet zwischen Braubachstraße, Dom und Schirn 35 neue Gebäude auf historischen Parzellen zu errichten, darunter 15 Rekonstruktionen ehemaliger Altstadthäuser. Im Rahmen des Dom-Römer-Projektes entstanden die ehemaligen Gassen Markt und Hinter dem Lämmchen sowie der Hühnermarkt neu. Um den Archäologischen Garten weiterhin zugänglich zu halten, wurde das Gelände mit einem Stadthaus am Markt genannten Komplex aus fünf Einzelgebäuden überbaut, die zugleich die zwei Meter Unterschied zwischen den Straßenniveaus am Markt und an der Schirn Kunsthalle überbrücken müssen.
Nach einer längeren Planungsphase und einem Architektenwettbewerb fiel Anfang 2012 die Entscheidung, folgende Häuser zu rekonstruieren: Markt 5 (Haus zur Goldenen Waage), Markt 13 (Grüne Linde), Markt 15 (Altes Rotes Haus), Markt 17 (Neues Rotes Haus), Markt 28 (Würzgarten), Hinter dem Lämmchen 2 (Haus zum Esslinger), Hinter dem Lämmchen 4 (Alter Esslinger), Hinter dem Lämmchen 6 (Goldenes Lämmchen), Hinter dem Lämmchen 8 (Klein-Nürnberg), Hühnermarkt 20 (Zur Flechte), Hühnermarkt 22 (Goldene Schere), Hühnermarkt 24 (Eichhorn), Hühnermarkt 26 (Schlegel), Braubachstraße 19 (Haus Rebstock) sowie Braubachstraße 21.
Die Bauarbeiten begannen Anfang 2013 mit dem Stadthaus, das im Juni 2016 fertiggestellt war. Die weiteren Gebäude wurden bis Ende 2017 errichtet. Seit 9. Mai 2018 ist der Markt auf seiner ganzen Länge wieder für die Öffentlichkeit zugänglich.
Das erste Haus auf der Nordseite, vom Haus am Dom durch einen schmalen Durchgang zum Hof Rebstock am Markt getrennt, ist das Haus Großer Rebstock (Markt 8), ein Entwurf von Jordi Keller Architekten, Berlin. Das fünfgeschossige Haus steht genau gegenüber der Goldenen Waage. Die beiden Arkaden im Erdgeschoss bilden den östlichen Eingang zum U-Bahnhof Dom/Römer. In die Fassade sind Stahlbeton-Spolien des Technischen Rathauses eingefügt. Das westlich anschließende schmale Haus Schönau (Markt 10) ist ein Entwurf des Berliner Büros von Ey. Mit seinem Sandsteinsockel und den vier auskragenden, verschieferten Obergeschossen erinnert es an alte Frankfurter Bürgerhäuser. Das Haus Vorderer Schildknecht (Markt 12) stammt von Dreibund-Architekten aus Bochum und ist sehr ähnlich dem vom selben Büro entworfenen Haus Goldenes Haupt (Markt 36) gestaltet. Ihre Obergeschosse erinnern an die in den 1980er Jahren entstandenen Stadthäuser in der Saalgasse. Eine besonders markante Schieferfassade trägt das Eckhaus zum Hühnermarkt, Neues Paradies (Markt 14). von Johannes Götz und Guido Lohmann aus Köln.
Auf der Südseite schließt sich an das Haus zur Goldenen Waage das Haus Weißer Bock (Markt 7) an. Es dient der Erschließung der Goldenen Waage, die kein eigenes Treppenhaus hat, und stammt von Helmut Riemann, Lübeck. Ab Oktober hat hier das Stoltze-Museum seinen neuen Standort. Das Haus Kleiner Vogelsang ist ein Doppelhaus (Markt 9 und 11), ebenfalls von Dreibund-Architekten. Die barocke Giebelform der westlichen Doppelhaushälfte leitet über zum Nachbargebäude Markt 13, dem Nachbau der Grünen Linde. Das erstmals 1439 erwähnte Gebäude wurde im 18. Jahrhundert barock umgebaut. Vor seiner Zerstörung beherbergte es ein bekanntes Gasthaus, heute befindet sich hier eine Weinbar. Mit ihrer traufständigen Barockfassade prägt die Grüne Linde den Südrand des Hühnermarktes. Über einem hohen Erdgeschoss aus Sandstein mit der für Frankfurt typischen Bobbelage erheben sich zwei verputzte Fachwerk-Obergeschosse mit jeweils sechs Fensterachsen. Das Mansarddach trägt ein breites Zwerchhaus mit vier Fenstern und Dreiecksgiebel. Der Entwurf stammt von Claus Giel, Dieburg.
Westlich der Grünen Linde folgen zwei weitere Nachbauten bedeutender Vorbilder, das Rote Haus (Markt 15) und das Neue Rote Haus. Das erstmals 1322 erwähnte Rote Haus stammte wohl bereits aus dem 14. Jahrhundert, der Nachbar aus dem 16. Jahrhundert. Die beiden Häuser waren innen miteinander verbunden, das Neue Rote Haus besaß keinen eigenen Eingang. Mit seiner im Wesentlichen aus nur drei Eichenholzsäulen bestehenden Erdgeschosskonstruktion, die das gesamte Gewicht des darüber befindlichen dreistöckigen Gebäudes trug, war das Neue Rote Haus ein Unikat der gesamten deutschen Fachwerklandschaft und eine weit über die Stadt hinaus bekannte Attraktion. Es galt als ein herausragendes Beispiel für mittelalterlichen Städtebau und Gemeinsinn. Es stand am Eingang des Metzgerviertels an der Langen Schirn, an der seit alters her die Frankfurter Würstchen verkauft wurden. Auch der Neubau wird von einer Metzgerei genutzt.
Das südwestliche Eckhaus am Hühnermarkt trägt den Namen Schlegel (Markt 26). Es ist der Nachbau eines um 1830 errichteten Vorgängers in der strengen Formensprache der 1809 erlassenen klassizistischen Bauordnung von Stadtbaumeister Johann Georg Christian Hess. Der westliche Nachbar Würzgarten (Markt 28) stammte ursprünglich aus dem 16. Jahrhundert. Es handelt sich um ein für Frankfurt typisches verputztes Fachwerkhaus mit zweigeschossigem verschieferten Giebel, der unmittelbar unter dem Dachfirst eine charakteristische Auskragung aufweist, die Frankfurter Nase.

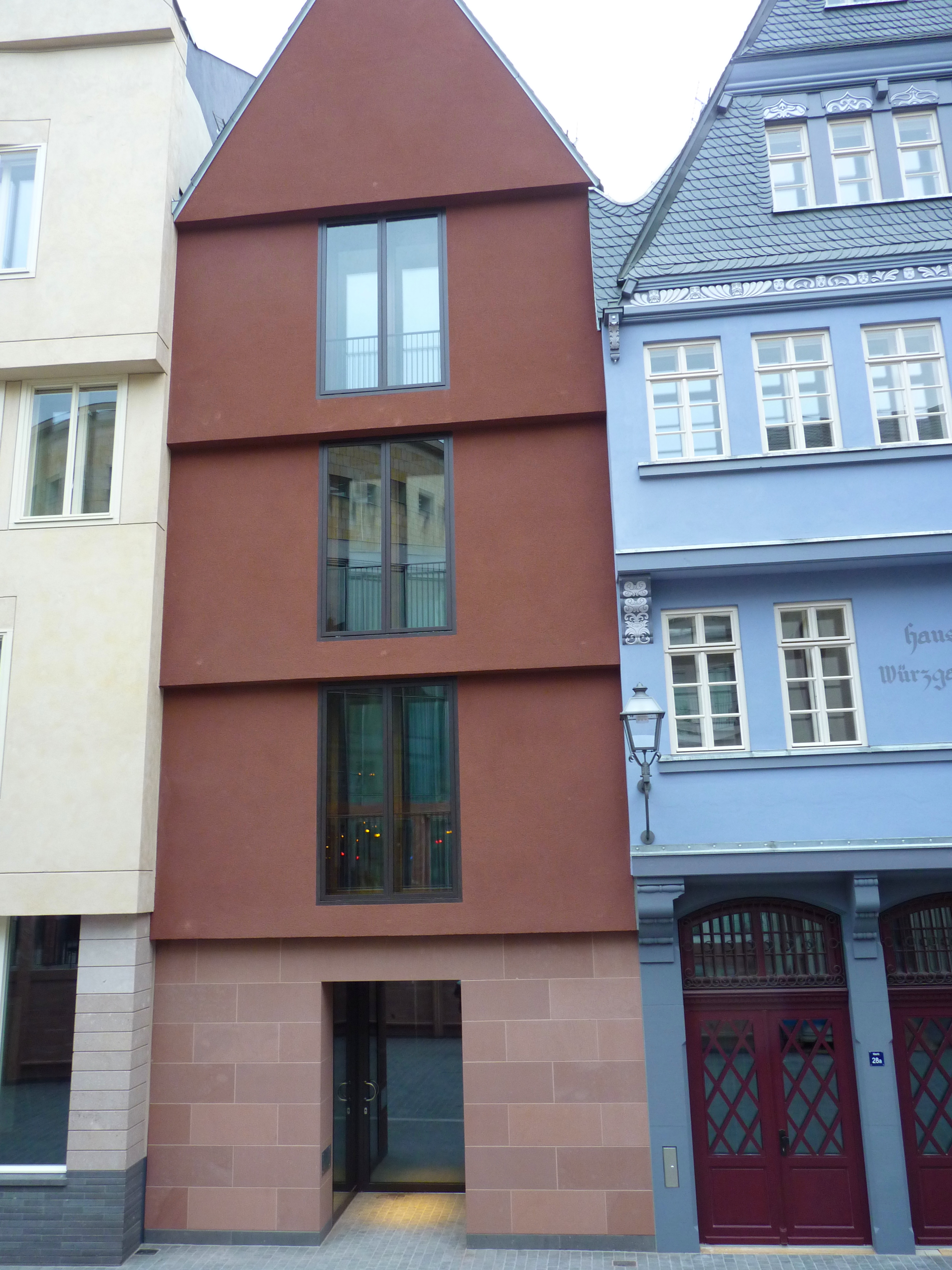
Alte Kaufhaus von Morger Dettli

Das Alte Kaufhaus (Markt 30) ist ein Entwurf von Morger und Dettli aus Basel. Der dreistöckige Bau mit Spitzgiebel ist formal auf das äußerste reduziert. Mit den Häusern Goldene Schachtel (Markt 32) von Tillmann Wagner Architekten aus Berlin, Alter Burggraf (Markt 34), Goldenes Haupt (Markt 36) und Stadt Mailand (Markt 38) schließen sich nach Westen vier weitere Neubauten an. Auf der Südseite des Marktes befindet sich in diesem Abschnitt eine zwei Meter hohe, von einer Sandstein-Pergola gekrönte Mauer, um den Höhenunterschied zur Schirn auszugleichen. Den westlichen Abschluss des Neubaugebietes bildet das Haus Zu den drei Römern (Markt 40) von Jordi Keller Architekten mit seinen drei Schauseiten zum Markt, zum Römerberg und zur Gasse Hinter dem Lämmchen. Im Erdgeschoss und in der Giebelseite sind verschiedenen Spolien eingebaut. Eine davon erinnert an Dieter Bartetzko, der sich als Mitglied des Gestaltungsbeirates für den Wiederaufbau der Altstadt einsetzte.